# Генеральна асамблея штату Вермонт
Генеральна асамблея штату Вермонт — законодавчий орган американського штату Вермонт. Цей законодавчий орган формально називається "Генеральною асамблеєю", але часто його називають "легіслатурою", навіть всередині самого законодавчого органу. Генеральна асамблея є двопалатним органом, який складається із Сенату з 30 сенаторами та із Палати представників з 150 представниками. Члени Палати представників обираються в одно- та двомандатних виборчих округах, а саме в 58 округах обирають одного представника і ще в 46 обирають двох. Сенат складається із 30 сенаторів, з них троє обираються в трьох одномандатних виборчих округах, інші в 10 багатомандатних округах, в яких обираються по два, три або шість сенаторів. Члени обох палат обираються на дворічні терміни. Генеральна асамблея штату Вермонт це єдиний законодавчий орган штату, де третя партія, окрім демократичної та республіканської, є постійно представленою і бере участь у виборах на рівних із двома основними американськими партіями.
Генеральна асамблея штату Вермонт збирається в Капітолії штату Вермонт в столиці штату, місті Монтпілієр. Дворічні терміни починаються в середу після першого понеділка січня в рік наступний після виборів, тобто по непарним рокам (таке правило діє з 1915 року).
Як і в більшості інших штатів, у Вермонті депутатство в законодавчому органі не є повною зайнятістю, більшість депутатів мають основне місце роботи, лише іноді збираючись на законодавчі сесії. Заробітна плата сенаторів складає 693.74 доларів на тиждень, а представників 636 доларів на тиждень, без врахування добових виплат.

## Вибори
Законодавчі вибори відбуваються в листопаді кожного парного року. Щоб мати право балотуватись до будь-якої з палат, особа має бути жителем штату протягом двох років та жителем виборчого округу, з якого збирається балотуватись, протягом одного року до виборів.
Палату представників очолює Спікер, а Сенат формально очолює Президент Сенату, цю посаду завжди обіймає Віцегубернатор штату Вермонт, і він може голосувати лише коли голоси сенаторів розділилися порівну, тоді його голос є вирішальним. Зазвичай, на засіданнях Сенату головує Тимчасовий президент Сенату, якого обирають на початку кожної сесії.

## Повноваження
Законодавчий орган має повноваження створювати нові закони, а Губернатор штату Вермонт має право накладати на них вето, яке, однак, може бути подолане двома третинами голосів в кожній палаті.
Генеральна асамблея має виключне право виносити проєкти змін до Конституції штату Вермонт. Такий проєкт має бути поданий в Сенаті і отримати там дві третини голосів. Після проходження Сенату, він має отримати більшість голосів в Палаті представників. Після затвердження проєкту змін до конституції в обох палатах, він має бути знов затверджений в обох палатах (так само, спочатку в Сенаті, потім в Палаті представників) наступним скликанням Генеральної асамблеї, після наступних законодавчих виборів. Далі цей проєкт виноситься за референдум, і якщо більшість виборців штату голосують за зміни, вони набувають чинності.

## Історія
До 1836 року Вермонт мав однопалатний законодавчий орган. Сенат був створений через внесення зміни до Конституції штату Вермонт. До 1915 року сесії Генеральної асамблеї починалися восени, а з 1915 року вони починались в січні.

## Галерея

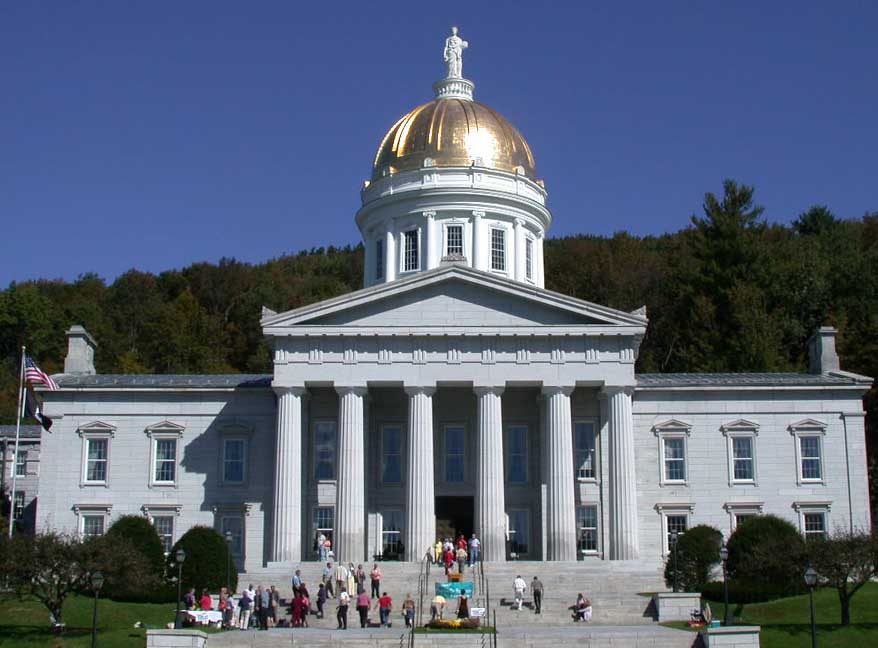
Капітолій штату Вермонт
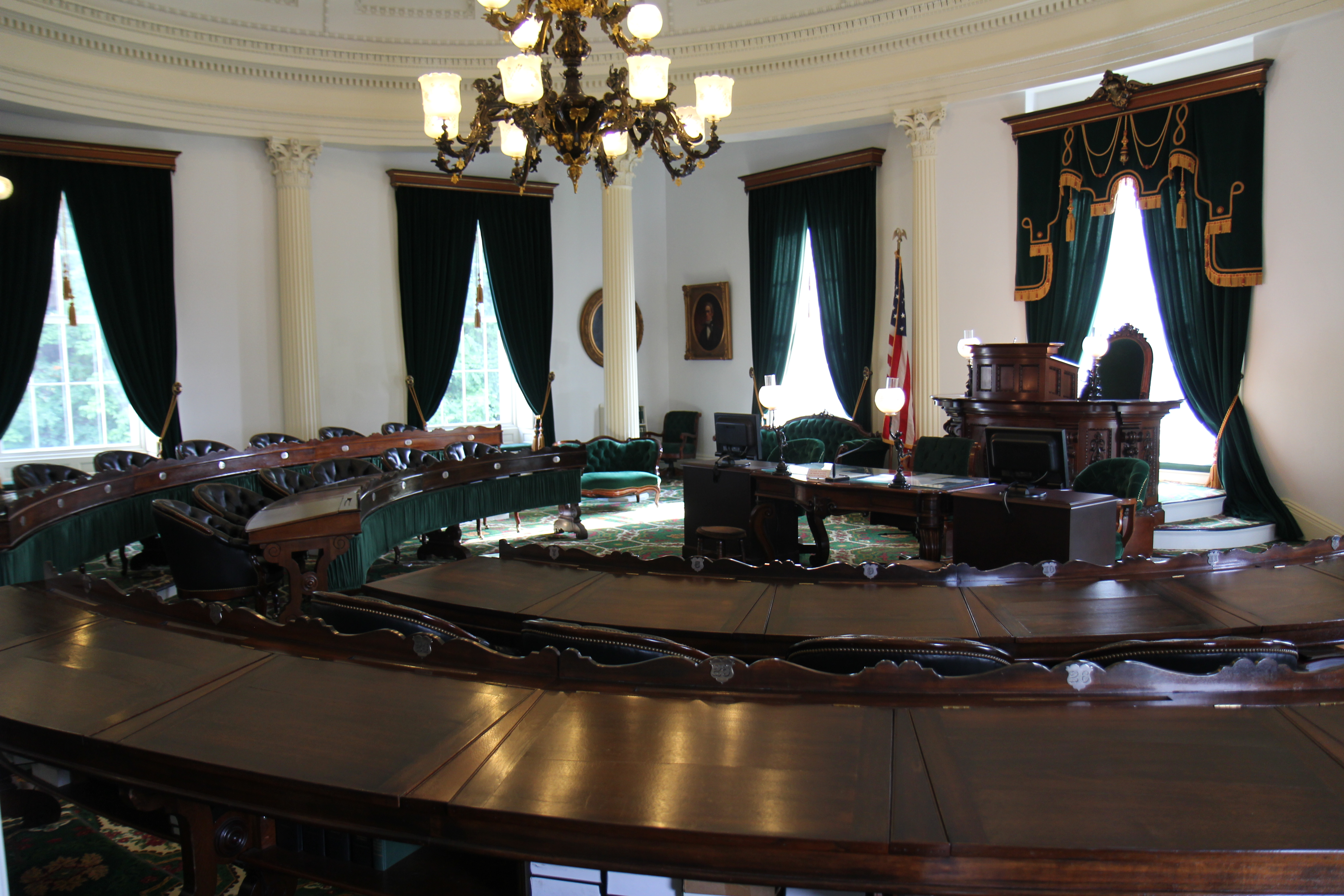
Зала засідань Сенату
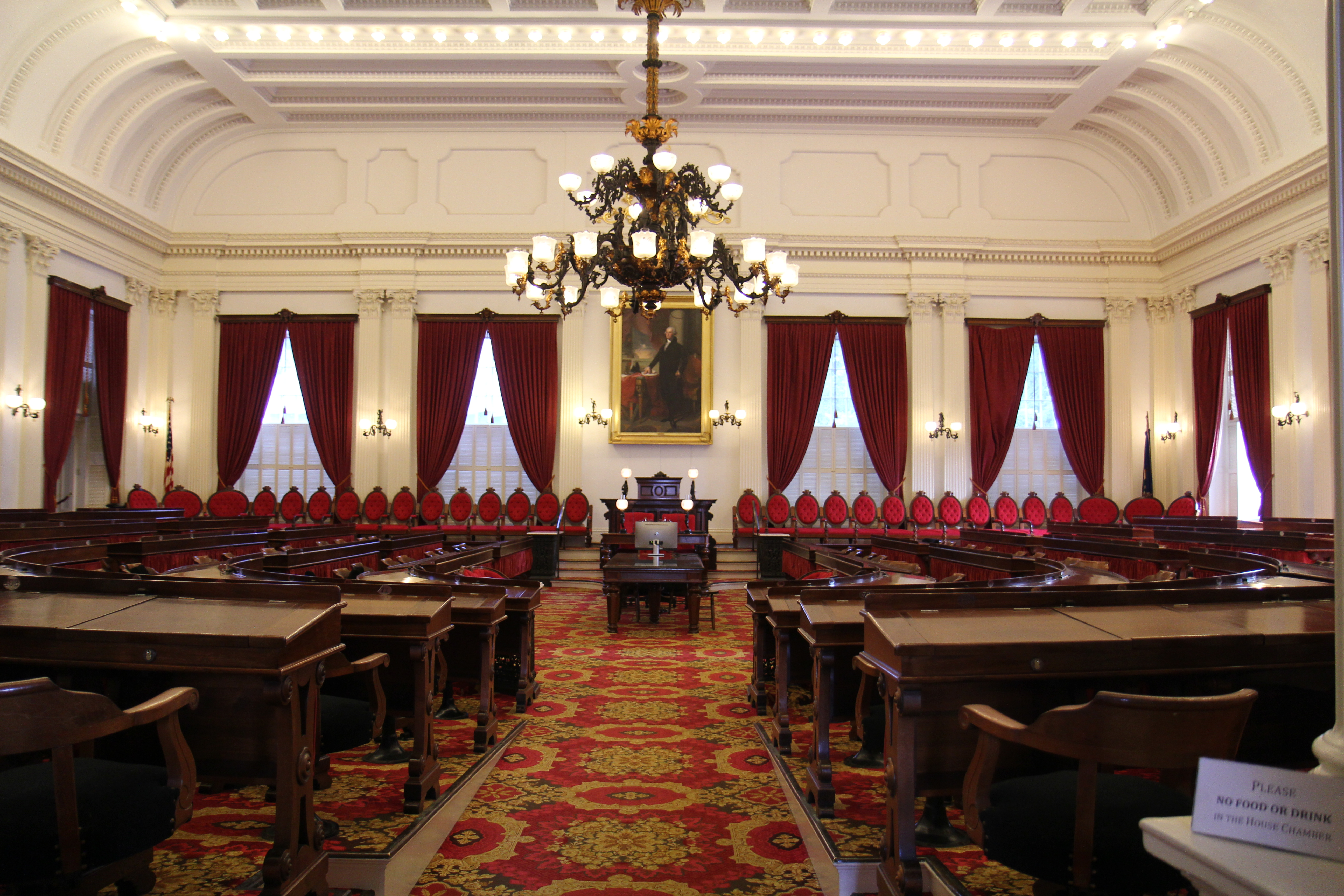
Зала засідань Палати представників
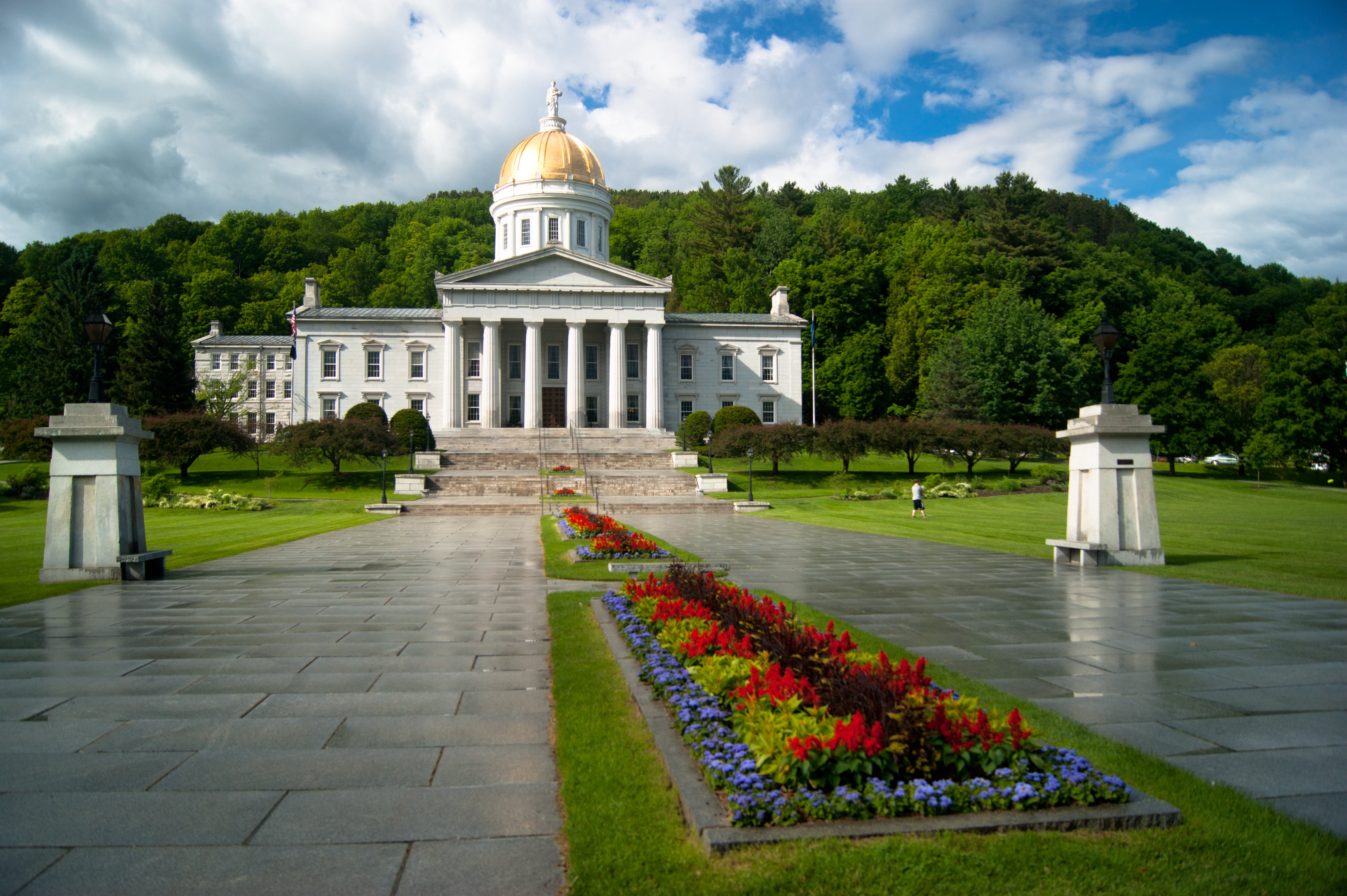
Алея перед Капітолієм штату Вермонт
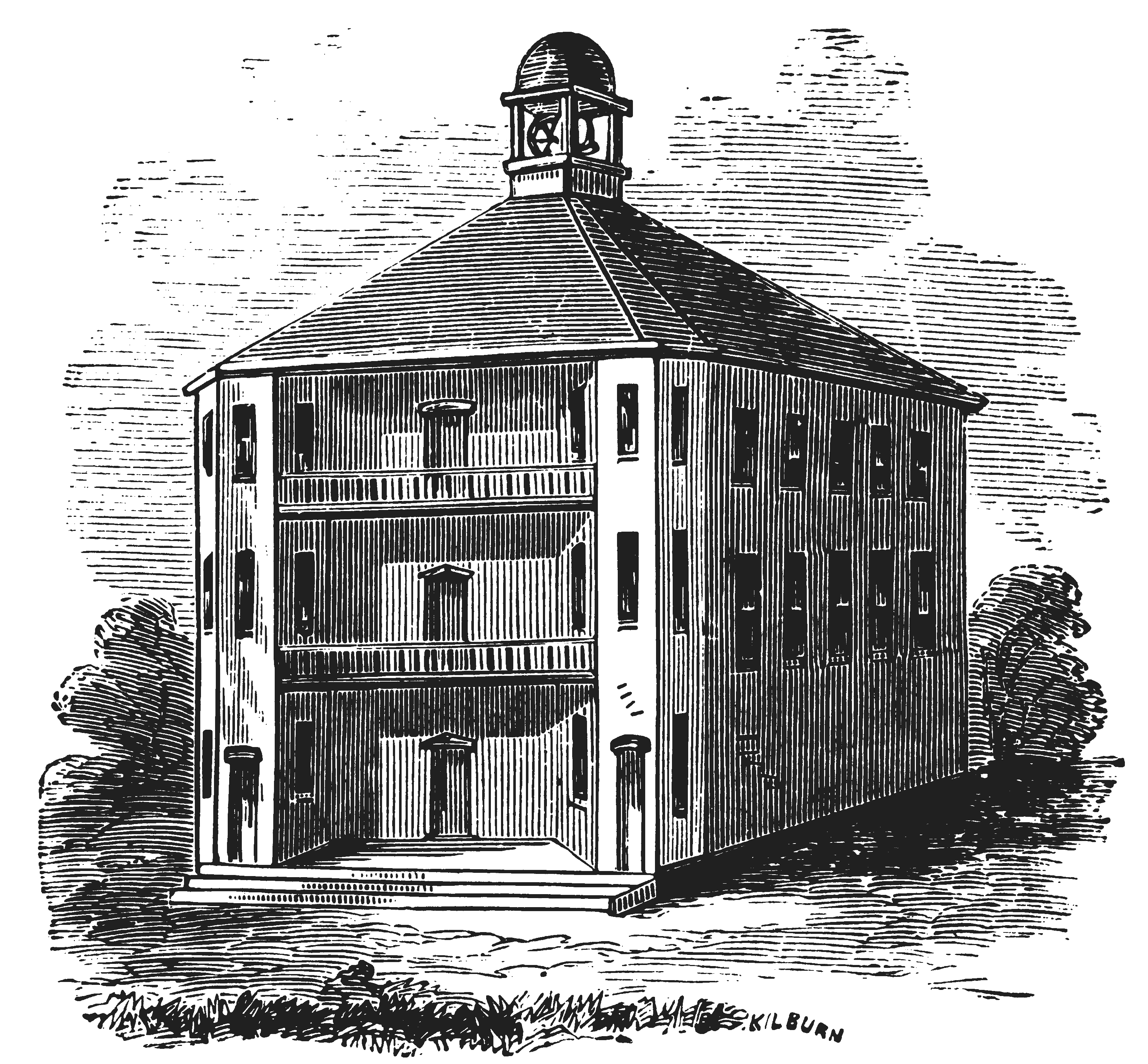
Перший Капітолій штату Вермонт, побудований в 1808 році